# Baotou
Baotou, eller Bugat på mongoliska, är en ort på prefekturnivå i det autonoma området Inre Mongoliet i norra Kina vid Gula floden. Den ligger omkring 150 kilometer nordväst  om regionhuvudstaden Hohhot. Staden har omkring 1,3 miljoner invånare vilket gör den till den största staden i den västra halvan av regionen. I norr gränsar Baotou till den mongoliska provinsen Dornogobi.
Ortens mongoliska namn Buɣutu (Бугат) betyder "plats med hjortar" och Baotou kallas ibland för "hjortstaden" (Lùchéng, 鹿城) även på kinesiska.

## Näringsliv
Sedan Folkrepubliken Kinas grundande 1949 har Baotou blivit ett regionalt centrum för den tunga industrin, i synnerhet stålindustrin. I Baotou finns en gruva i distriktet Bayan Obo som producerar hälften av världens tillgångar av sällsynta jordartsmetaller.

## Historia
Baotou är beläget i ett område som tidigare tillhörde den mongoliska tümed-stammen och blev en stad först 1809. Platsen för staden valdes då det var en bördig region i Gula flodens stora krök på Ordosplatån. 1923 fick orten järnvägsförbindelse med Peking, som sedan förlängdes till Yinchuan. Åren 1928-1954 ingick staden i provinsen Suiyuan, men införlivades därefter i den autonoma regionen Inre Mongoliet. Efter kommunisternas maktövertagande i Kina har regionen befolkningssammansättning förändrats dramatiskt och Baotou är idag en i stort sett en helt hankinesisk stad.

## Sevärdheter
I Baotou finns det två kloster som tillhör Gelug-skolan inom den tibetanska buddhismen, Wudangzhao (五当召) respektive Meidaizhao (美岱召).

## Administrativ indelning

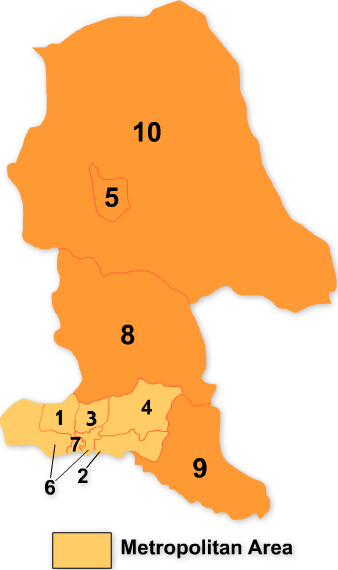
Baotous administrativa indelning.

Baotou indelas i distrikt, ett härad och två mongoliska baner:
1. Stadsdistriktet Kundulun (昆都仑区 Kūndūlún Qū), 119 km², 440 000 invånare;
2. Stadsdistriktet Donghe (东河区 Dōnghé Qū), 85 km², 380 000 invånare;
3. Stadsdistriktet Qingshan (青山区 Qīngshān Qū), 67 km², 310 000 invånare;
4. Stadsdistriktet Shiguai (石拐区 Shíguǎi Qū), 619 km², 60 000 invånare;
5. Gruvdistriktet Bayan Obo (白云矿区 Báiyún Kuàng Qū), 303 km², 20 000 invånare;
6. Stadsdistriktet Jiuyuan (九原区 Jiǔyuán Qū), 1 776 km², 220 000 invånare;
7. Häradet Guyang (固阳县 Gùyáng Xiàn), 5 021 km², 210 000 invånare, huvudort är köpingen Jinshan (金山镇),
8. Högra Tümedbaneret (土默特右旗 Tǔmòtè Yòu Qí), 2 368 km², 350 000 invånare, huvudort är köpingen Salaqi (萨拉齐镇);
9. Förenade Darhan-Muminggan-baneret (达尔罕茂明安联合旗 Dá'ěrhǎn Màomíng'ān Liánhé Qí), 17 410 km², 110 000 invånare, huvudort är köpingen Bail Miao (百灵庙镇).

## Klimat
Genomsnittlig årsnederbörd är 392 millimeter. Den regnigaste månaden är juli, med i genomsnitt 90 mm nederbörd, och den torraste är januari, med 1 mm nederbörd.